# Maictes Apaúnio
Maictes Apaúnio (em grego: Μαΐκτης; romaniz.: Maíktēs; em armênio: Հմայեակ; romaniz.: Hmayeak) foi um nobre armênio (nacarar) do século VI, membro da família Apaúnio, ativo durante o reinado do xainxá Cosroes II (r. 590–628).

## Nome
Maictes (Μαΐκτης, Maïktēs) é a forma grega do armênio Hemaieaque (Հմայեակ, Hmayeak). Deriva do parta Humai (Hu-māy [hwmy]) e Humaiaque (Hu-māy-ak [hwmyk]), que por sua vez deriva do iraniano antigo Humaiaca (*Hu-māya-ka-), "tem boa habilidade, bons feitiços, bom poder mágico". Foi registrado em avéstico como Humaia (Hu-māiiā- (fem.)) e Humaiaca (Hu-maiia-ka- (masc.)).

## Vida

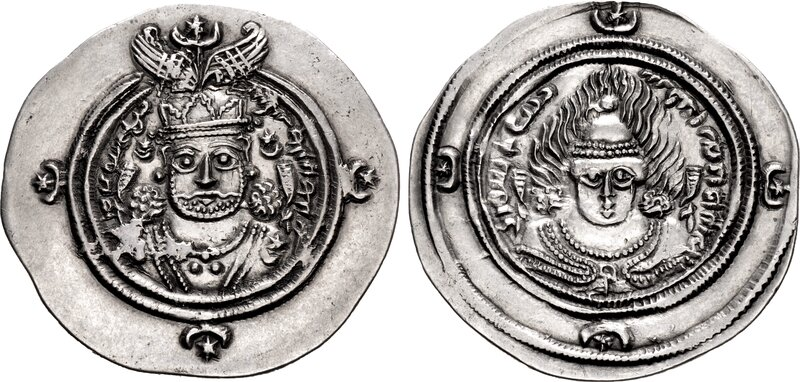
Dracma de r.

A parentela de Maictes é incerta, exceto que pertenceu à família Apaúnio. A julgar que é mencionado ao lado de outros membros de sua família (Artavasdes, Bestã e Manuel), é possível que estivessem aparentados. Serviu como um dos nobres armênios que participaram na expedição do marzobã Simbácio IV, provavelmente ocorrida em 608, contra um contingente de "cuchanas" (heftalitas) que havia invadido o Império Sassânida no Oriente. O exército de Simbácio era formado por cerca de dois mil cavaleiros. Os invasores haviam se espalhado em várias direções, mas ao saberem de sua chegada, supostamente se reagruparam e fugiram. Simbácio os perseguiu e alcançou. Na batalha que se seguiu, o exército cuchana fugiu e foi derrotado. Simbácio então decidiu acampar em Apre Xar, nas cercanias de Nixapur, antes de se dirigir com 300 homens para a vila murada de Crocte. Pouco depois, os heftalitas receberam ajuda dos goturcos, que enviaram alegados 300 mil cavaleiros. Sob comando do príncipe iraniano Datoiano, e contrariando as ordens de Simbácio, o pequeno contingente de Crocte saiu para confrontar o inimigo e foi derrotado.